# SN 2006jc
SN 2006jc è stata una supernova apparsa nella galassia UGC 4904: è stata scoperta da tre astrofili situati in tre continenti diversi, Kōichi Itagaki, giapponese, Tim Puckett, statunitense e Roberto Gorelli, italiano.
La supernova è stata classificata di tipo 1b peculiare.
La supernova ha attirato l'interesse degli astronomi fin dall'annuncio della sua scoperta in quanto, uno dei tre coscopritori, Koichi Itagaki, aveva scoperto poco più di due anni prima, il 14 ottobre 2004, un oggetto di 17,9a nello stesso punto dove è apparsa la supernova: l'apparizione di questo oggetto che ha preceduto la supernova ha fatto sì che alcuni dei più grandi telescopi esistenti, come i due telescopi Keck I e II di 10 metri di diametro, situati alle Hawaii, come pure alcuni satelliti quali Swift e Chandra siano stati reindirizzati per studiare la supernova.

## Stella progenitrice
Nonostante siano stati usati i migliori strumenti disponibili per studiare l'evento non si ha ancora la certezza che l'esplosione del 2006 sia stata provocata dallo stesso corpo celeste che ha dato origine all'esplosione del 2004. Sulla natura del corpo progenitore della supernova ci sono varie opinioni:
- secondo Andrea Pastorello e & il corpo progenitore della supernova sarebbe stato una stella Wolf-Rayet del sottogruppo WCO, avvolta in un mezzo interstellare ricco di elio mentre l'evento del 2004 potrebbe essere stato un outburst generato da una stella variabile del tipo LBV, chiamata dal gruppo di Pastorello UGC4904V1 (nome non ufficiale): Pastorello e colleghi hanno ipotizzato che i due eventi possano essersi generati in un sistema binario composto da due stelle massicce, una LBV e una Wolf-Rayet. La 2006jc, secondo il gruppo di Pastorello, sarebbe stata scoperta alcuni giorni dopo il massimo, ha mostrato inizialmente uno spettro simile a quello presentato dalle supernove di tipo Ic ma inusuale, ha perso luminosità in modo più veloce delle supernove di tipo Ib/c e il suo tipo potrebbe essere classificato come Ibn[5].
- secondo Nozomu Tominaga e & il corpo progenitore della supernova sarebbe stata una stella Wolf-Rayet, sottogruppo WCO[6].
- secondo Ryan J. Foley e & il corpo progenitore sarebbe stata una stella del tipo LBV transitata da poco tempo al tipo Wolf-Rayet, sottogruppo WNE, la stella era avvolta in una densa nebulosa circumstellare ricca di elio[7][8].